# Мустафино (Шарлицький район)
Муста́фино (рос. Мустафино) — село у складі Шарлицького району Оренбурзької області, Росія.

## Населення
Населення — 433 особи (2010; 534 у 2002).
Національний склад (станом на 2002 рік):
- татари — 98 %